# 艾亞克辛亞·赫斯基域特
亚历山大·哈斯科维奇（1973年10月19日—），白俄羅斯职业足球运动员，现已退役。

## 外部連結
- Profile at National Football Teams （页面存档备份，存于）
- （俄文） profile on Dynamomania website